# Стефанобериксовидные
Стефанобериксовидные (лат. Stephanoberycoidei) — подотряд лучепёрых рыб из отряда бериксообразных. Ранее классифицировался как отряд стефанобериксообразных (Stephanoberycoformes). В состав подотряда включают два надсемейства с шестью семействами, 17 родов с 31 видом.

## Описание
Небольшой по численности подотряд, содержащий своеобразных по внешнему виду глубоководных рыб. Скелет слабо пропитан минеральными солями. Спинной плавник смещён назад и расположен над анальным. Кожа голая или покрыта маленькими чешуйками, шипами или волоскоподобными выростами, тёмного или красного цвета. Рыбы имеют большой рот, в результате чего их голова отдалённо напоминает голову китов.

## Классификация
В подотряд включают следующие семейства:
- Надсемейство Stephanoberycoidea — Стефанобериксоподобные
  - Gibberichthyidae — Гибберихтовые, или гибберихтиевые (1 род, 2 вида)
  - Stephanoberycidae — Стефанобериксовые (4 монотипических рода)
  - Hispidoberycidae — Гиспидобериксовые (1 монотипический род)
- Надсемейство Cetomimoidea — Китовидкоподобные
  - Rondeletidae — Ронделетиевые (1 род, 2 вида)
  - Barbourisiidae — Барбурисиевые, или барбуризиевые (1 монотипический род)
  - Cetomimidae — Китовидковые (6 родов, 21 вид)